# Liste des conseillers généraux de l'Essonne (2008-2015)
Pour un article plus général, voir Conseil général de l'Essonne.
Cet article dresse la liste des conseillers généraux de l'Essonne jusque 2015. Pour les élus à partir de 2015, voir la liste des conseillers départementaux de l'Essonne.

## Présentation

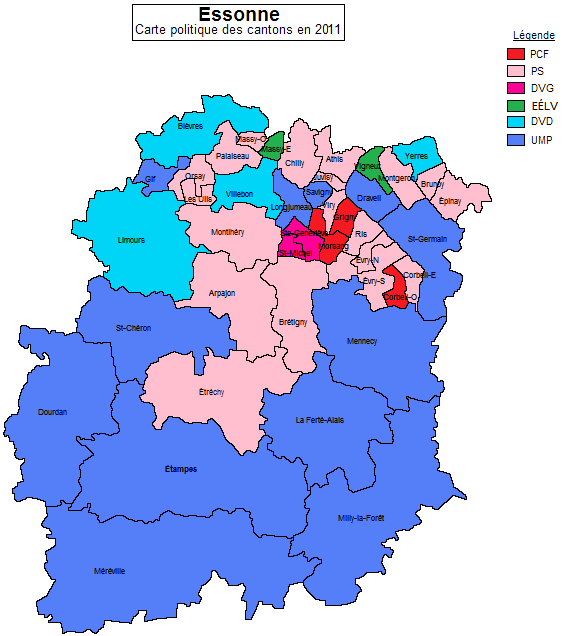
Répartition géographique et politique des conseillers généraux de l'Essonne.

Les conseillers généraux de l'Essonne sont au nombre de quarante-deux.  
En 2014, l'assemblée départementale est dirigée par quatre groupes : celui du Parti socialiste présidé par Jérôme Guedj qui regroupe dix-huit conseillers, le groupe du Front de gauche présidé par Marjolaine Rauze qui compte quatre conseillers, le groupe divers gauche qui compte trois membres et le groupe Europe Écologie Les Verts qui compte un membre. 
L'opposition se divise en deux groupes, celui de l'Union pour un mouvement populaire et apparentés (UMP et UDI) présidé par Jean-Pierre Delaunay qui compte douze membres et le groupe Union pour l'Essonne (DVD, DLR et NC) de sensibilité divers droite groupant quatre membres présidé par Thomas Joly. 
| Parti                                | Sigle | Sigle | Elus |
| ------------------------------------ | ----- | ----- | ---- |
| Majorité (26 sièges)                 |       |       |      |
| Parti socialiste                     |       | PS    | 18   |
| Front de gauche                      |       | FG    | 4    |
| Divers gauche                        |       | DVG   | 3    |
| Europe Écologie Les Verts            |       | EELV  | 1    |
| Opposition (16 sièges)               |       |       |      |
| Union pour un mouvement populaire    |       | UMP   | 11   |
| Divers droite                        |       | DVD   | 2    |
| Union des démocrates et indépendants |       | UDI   | 2    |
| Debout la République                 |       | DLR   | 1    |
| Président du conseil général         |       |       |      |
| Jérôme Guedj (PS)                    |       |       |      |

## Liste des conseillers par cantons
| Canton                              | Circonscription législative | Conseiller général            | Étiquette | Étiquette | Groupe | Autres mandats (en cours)                                                                               | Série |
| ----------------------------------- | --------------------------- | ----------------------------- | --------- | --------- | ------ | --- | ----- |
| Arrondissement d'Étampes            |                             |                               |           |           |        | |       |
| Canton de Dourdan                   | 3                           | Dominique Écharoux            |           | UMP       | UMPA   | Conseiller municipal de Roinville (opposition)                                                          | 2011  |
| Canton d'Étampes                    | 2                           | Jean Perthuis                 |           | UMP       | UMPA   | Maire de Valpuiseaux                                                                                    | 2008  |
| Canton d'Étréchy                    | 3                           | Claire-Lise Campion           |           | PS        | SER    | Sénatrice de l'Essonne Conseillère générale déléguée                                                    | 2011  |
| Canton de La Ferté-Alais            | 2                           | Caroline Parâtre              |           | UMP       | UMPA   | Conseillère municipale de La Ferté-Alais (opposition)                                                   | 2008  |
| Canton de Méréville                 | 2                           | Guy Crosnier                  |           | UMP       | UMPA   | Maire de La Forêt-Sainte-Croix                                                                          | 2011  |
| Canton de Saint-Chéron              | 3                           | Jean-Pierre Delaunay          |           | UMP       | UMPA   | Adjoint au Maire de Saint-Chéron                                                                        | 2008  |
| Arrondissement d'Évry               |                             |                               |           |           |        | |       |
| Canton de Brunoy                    | 8                           | Édouard Fournier              |           | PS        | SER    | Président délégué du Conseil général Conseiller municipal de Brunoy (opposition)                        | 2008  |
| Canton de Corbeil-Essonnes-Est      | 1                           | Carlos Da Silva               |           | PS        | SER    | 3e vice-président du Conseil général Député de l'Essonne                                                | 2008  |
| Canton de Corbeil-Essonnes-Ouest    | 1                           | Bruno Piriou                  |           | PCF       | FG     | 12e vice-président du Conseil général Conseiller municipal de Corbeil-Essonnes (opposition)             | 2011  |
| Canton de Draveil                   | 9                           | Florence Fernandez-de Ruidiaz |           | UMP       | UMPA   | Maire-adjointe de Draveil                                                                               | 2011  |
| Canton d'Épinay-sous-Sénart         | 9                           | Romain Colas                  |           | PS        | SER    | 7e vice-président du Conseil général Maire de Boussy-Saint-Antoine                                      | 2011  |
| Canton d'Évry-Nord                  | 1                           | Fatoumata Koïta,              |           | PS        | SER    | Sénateur de l'Essonne                                                                                   | 2008  |
| Canton d'Évry-Sud                   | 1                           | Francis Chouat                |           | PS        | SER    | 1er vice-président du Conseil général Maire d'Évry                                                      | 2011  |
| Canton de Grigny                    | 10                          | Claude Vazquez                |           | PCF       | FG     | Conseiller municipal délégué de Grigny                                                                  | 2011  |
| Canton de Mennecy                   | 2                           | Patrick Imbert                |           | UMP       | UMPA   | Président de la communauté de communes du Val d'Essonne Conseiller municipal de Ballancourt-sur-Essonne | 2008  |
| Canton de Milly-la-Forêt            | 2                           | Jean-Jacques Boussaingault    |           | UMP       | UMPA   | Maire de Boigneville                                                                                    | 2011  |
| Canton de Montgeron                 | 8                           | Gérald Hérault                |           | DVG       | SER    | Président délégué du Conseil général                                                                    | 2008  |
| Canton de Morsang-sur-Orge          | 10                          | Marjolaine Rauze              |           | PCF       | FG     | 2e vice-présidente du Conseil général Maire de Morsang-sur-Orge                                         | 2011  |
| Canton de Ris-Orangis               | 9                           | Stéphane Raffalli             |           | PS        | SER    | Conseiller général délégué Maire de Ris-Orangis                                                         | 2008  |
| Canton de Saint-Germain-lès-Corbeil | 9                           | François Fuseau               |           | UMP       | UMPA   | | 2008  |
| Canton de Vigneux-sur-Seine         | 8                           | Didier Hoeltgen               |           | PS        | SER    | Conseiller général délégué Conseiller municipal de Vigneux-sur-Seine (opposition)                       | 2011  |
| Canton de Viry-Châtillon            | 7                           | Paul Da Silva                 |           | PG        | FG     | Questeur du Conseil général Conseiller municipal de Viry-Châtillon (opposition)                         | 2008  |
| Canton d'Yerres                     | 8                           | Nicole Lamoth                 |           | DLR       | UPE    | 1re adjointe au maire d'Yerres                                                                          | 2008  |
| Arrondissement de Palaiseau         |                             |                               |           |           |        | |       |
| Canton d'Arpajon                    | 3                           | Pascal Fournier               |           | PS        | SER    | 10e vice-président du Conseil général Conseiller municipal d’Arpajon                                    | 2011  |
| Canton d'Athis-Mons                 | 7                           | Patrice Sac                   |           | PS        | SER    | Président délégué du Conseil général Conseiller municipal d'Athis-Mons (opposition)                     | 2011  |
| Canton de Bièvres                   | 5                           | Thomas Joly                   |           | DVD       | UPE    | Maire de Verrières-le-Buisson                                                                           | 2008  |
| Canton de Brétigny-sur-Orge         | 3                           | Michel Pouzol                 |           | PS        | SER    | Conseiller général délégué Député de l'Essonne                                                          | 2008  |
| Canton de Chilly-Mazarin            | 6                           | Gérard Funès                  |           | PS        | SER    | 8e vice-président du Conseil général Conseiller municipal de Chilly-Mazarin (opposition)                | 2011  |
| Canton de Gif-sur-Yvette            | 5                           | Michel Bournat                |           | UMP       | UMPA   | Maire de Gif-sur-Yvette                                                                                 | 2011  |
| Canton de Juvisy-sur-Orge           | 7                           | Étienne Chaufour              |           | PS        | SER    | Conseiller municipal de Juvisy-sur-Orge (opposition)                                                    | 2011  |
| Canton de Limours                   | 4                           | Nicolas Schoettl              |           | UDI       | UPE    | Conseiller municipal de Briis-sous-Forges (opposition)                                                  | 2008  |
| Canton de Longjumeau                | 4                           | Marianne Duranton             |           | UDI       | UMPA   | Conseillère municipale de Morsang-sur-Orge (opposition)                                                 | 2008  |
| Canton de Massy-Est                 | 6                           | Jérôme Guedj                  |           | PS        | SER    | Président du Conseil général                                                                            | 2011  |
| Canton de Massy-Ouest               | 6                           | Guy Bonneau                   |           | EÉLV      | SER    | 5e vice-président du Conseil général                                                                    | 2011  |
| Canton de Montlhéry                 | 4                           | Jérôme Cauët                  |           | PS        | SER    | 6e vice-président du Conseil général Adjoint au maire de Marcoussis                                     | 2011  |
| Canton d'Orsay                      | 5                           | David Ros                     |           | PS        | SER    | 9e vice-président du Conseil général Maire d'Orsay                                                      | 2011  |
| Canton de Palaiseau                 | 6                           | Claire Robillard              |           | PS        | SER    | 4e vice-présidente du Conseil général Conseillère municipale de Palaiseau (opposition)                  | 2008  |
| Canton de Sainte-Geneviève-des-Bois | 10                          | Frédéric Petitta              |           | DVG       | SER    | 11e vice-président du Conseil général Conseiller municipal de Sainte-Geneviève-des-Bois (opposition)    | 2011  |
| Canton de Saint-Michel-sur-Orge     | 10                          | Clothilde Buffone             |           | DVG       | SER    | Conseillère générale déléguée                                                                           | 2008  |
| Canton de Savigny-sur-Orge          | 7                           | Éric Mehlhorn                 |           | UMP       | UMPA   | Maire de Savigny-sur-Orge                                                                               | 2008  |
| Canton des Ulis                     | 5                           | Maud Olivier                  |           | PS        | SER    | Conseillère générale déléguée Députée de l'Essonne                                                      | 2008  |
| Canton de Villebon-sur-Yvette       | 4                           | Dominique Fontenaille         |           | DVD       | UPE    | Maire de Villebon-sur-Yvette                                                                            | 2008  |

### Abréviations des groupes politiques
- SER : Socialiste, Écologiste et Républicain (PS, EÉLV et DVG)
- UMPA : Union pour un mouvement populaire et apparentés
- FG : Front de gauche (PCF et PG)
- UPE : Union pour l'Essonne (DVD, NC et DLR)